# Tournoi d'Apia
Le Tournoi d'Apia est une compétition de judo organisée tous les ans à Apia aux Samoa par l'OJU (Oceanian Judo Union) faisant partie de la Coupe du monde de judo masculine et féminine.

## Palmarès Hommes
| Oceania Open | Oceania Open     | Oceania Open         | Oceania Open       | Oceania Open       | Oceania Open       | Oceania Open     | Oceania Open      |
| Année        | -60 kg           | -66 kg               | -73 kg             | -81 kg             | -90 kg             | -100 kg          | +100 kg           |
| ------------ | ---------------- | -------------------- | ------------------ | ------------------ | ------------------ | ---------------- | ----------------- |
| 2013         | Nick Kossor      | Bradford Bolen       | Arthur Margelidon  | Klemen Ferjan      | Mark Anthony       | Jason Koster     | Sam Rosser        |
| World Cup    |                  |                      |                    |                    |                    |                  |                   |
| Année        | -60 kg           | -66 kg               | -73 kg             | -81 kg             | -90 kg             | -100 kg          | +100 kg           |
| 2012         | Ashley McKenzie  | Kamal Khan-Magomedov | Batradz Kaitmazov  | Murat Khabachirov  | Matthew Purssey    | Timothy Slyfield | Renat Saidov      |
| 2011         | A Lamusi         | Sasha Mehmedovic     | Sezer Huysuz       | Aljaz Sedej        | Dominique Hischier | Artem Bloshenko  | Chris Sherrington |
| 2010         | Sergio Pessoa Jr | Kamal Khan-Magomedov | Martin Nietlispach | Mikhail Kazydub    | Mark Anthony       | Daniel Kelly     | Carlos Zegarra    |
| 2009         | Yunlong He       | Alim Gadanov         | Emmanuel Nartey    | Guillaume Perrault | Mark Anthony       | Leonardo Leite   | Jake Andrewartha  |

## Palmarès Femmes
| Oceania Open | Oceania Open      | Oceania Open     | Oceania Open      | Oceania Open    | Oceania Open      | Oceania Open      | Oceania Open     |
| Année        | -48 kg            | -52 kg           | -57 kg            | -63 kg          | -70 kg            | -78 kg            | +78 kg           |
| ------------ | ----------------- | ---------------- | ----------------- | --------------- | ----------------- | ----------------- | ---------------- |
| 2013         | Kimberley Renicks | Ecaterina Guica  | Stéfanie Tremblay | Leilani Akiyama | Alix Renaud-Roy   | Non disputée      | Non disputée     |
| World Cup    |                   |                  |                   |                 |                   |                   |                  |
| Année        | -48 kg            | -52 kg           | -57 kg            | -63 kg          | -70 kg            | -78 kg            | +78 kg           |
| 2012         | Kimberley Renicks | Louise Renicks   | Kyung-Ok Kim      | Gemma Howell    | Moira de Villiers | Gyeong-Mi Jeong   | Non disputée     |
| 2011         | Paula Pareto      | Romy Tarangul    | Joliane Melançon  | Vlora Bedeti    | Sally Conway      | Alena Eiglova     | Karina Bryant    |
| 2010         | Lisa Kearney      | Angelica Delgado | Carli Renzi       | Myriam Lamarche | Kathleen Sell     | Marylise Lévesque | Janelle Shepherd |
| 2009         | Qinqin Mo         | Cancan He        | Emily Bensted     | Mei-Ling Lin    | Yuting Yao        | Stephanie Grant   | Janelle Shepherd |